# Miftengris scutumatus
Miftengris scutumatus är en spindelart som beskrevs av Kirill Yeskov 1993. Miftengris scutumatus ingår i släktet Miftengris och familjen täckvävarspindlar. Inga underarter finns listade i Catalogue of Life.